# NGC 6156
NGC 6156 (другие обозначения — ESO 137-33, FAIR 329, IRAS16304-6030, PGC 58536) — спиральная галактика с перемычкой (SBc) в созвездии Южный Треугольник.
Этот объект входит в число перечисленных в оригинальной редакции «Нового общего каталога».